# 碧山體育場
|  |

碧山體育場（英語：Bishan Stadium），位于新加坡碧山规划区内，于1998年开放。球场可以容纳6254名观众，目前是新加坡职业足球联赛內政聯足球俱樂部的主场。

## 球场设施
球场的草坪配有自动浇水系统，也被国际足球联合会比准举办国际比赛。体育场也有也有一条8赛道的400米塑胶跑步道。体育场傍边还有游泳池，健身室，网球场等设施。球场附近的重要设施包括SMRT地铁的碧山车厂，SMRT员工俱乐部也设立在体育场傍边。这两个设施都与碧山體育場共用一条道路。

## 重要赛事
碧山体育场于2010年夏季青年奧林匹克運動會作为田徑比賽的场地。体育场2009年间关闭以便进行翻新，以便主办赛事，并且于2010年10月重新开放。

## 公共交通链接
球场附近交通设施包括碧山地铁站与碧山巴士轉換站。步行约10分中可以抵达体育场。

## 图片集

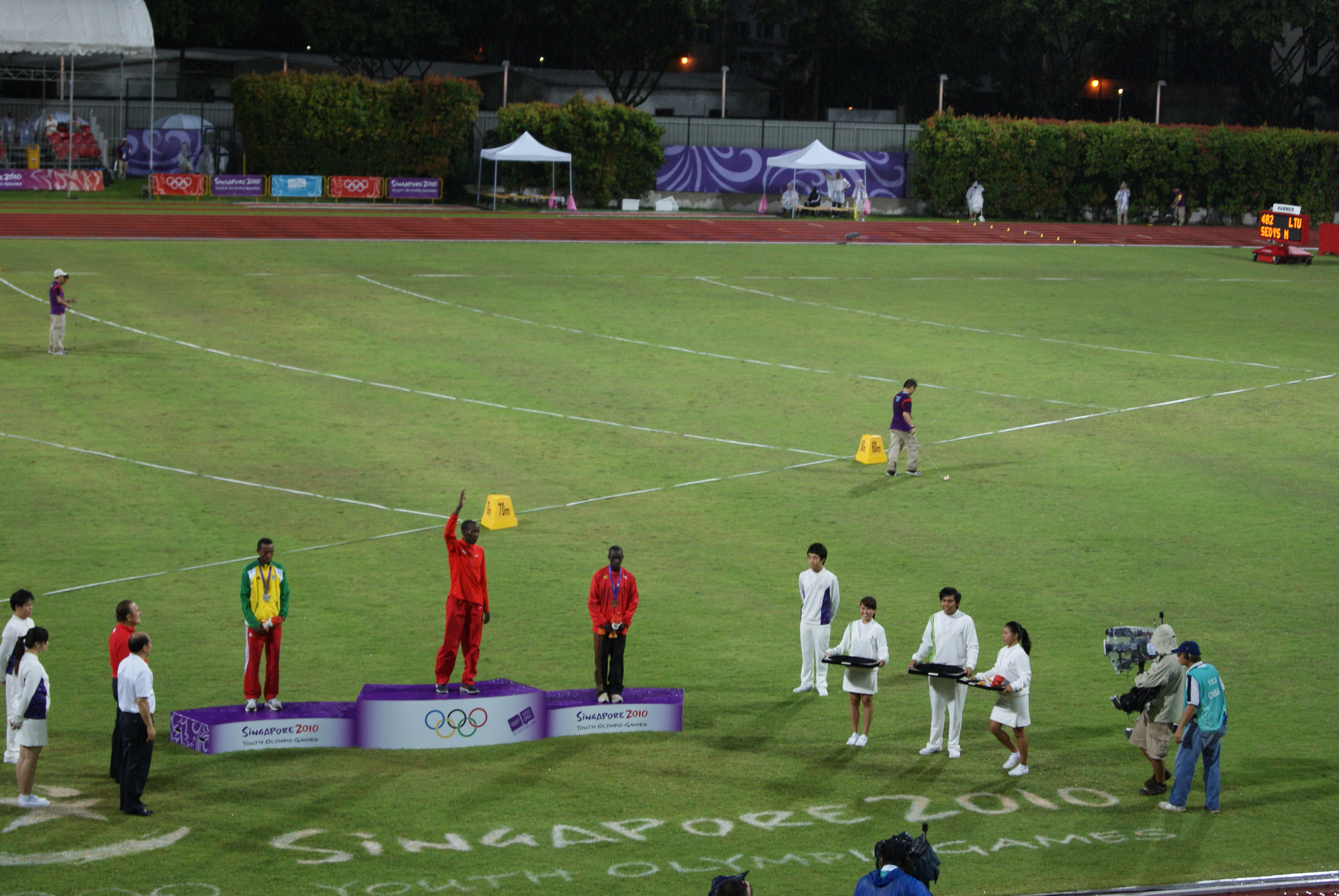
2010年夏季青年奧林匹克運動會田徑比賽碧山體育場图片（1）
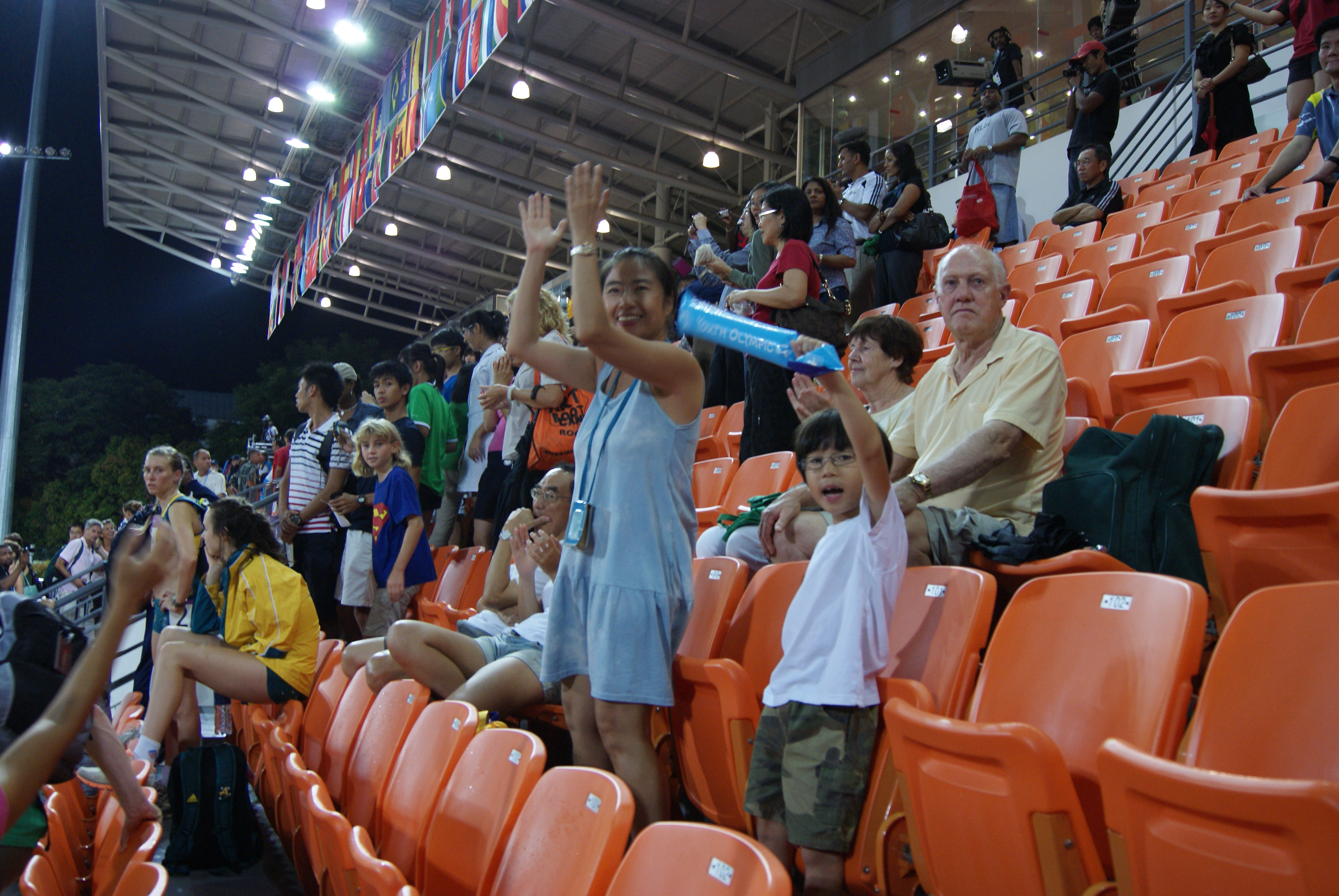
2010年夏季青年奧林匹克運動會田徑比賽碧山體育場图片（2）